# Плетнёв, Александр Борисович
Александр Борисович Плетнёв (10 января 1964, Саратов — 28 мая 2014, Калуга) — российский театральный режиссёр.

## Биография
Родился в городе Саратове 10 января 1964 годa. После окончания средней школы, в 1981 году поступает в МГПИ им. Ленина, который успешно заканчивает в 1987 году.
Получив диплом педагога, работал учителем физики в средней школе города Красноармейска Московской области.
Театральное образование (1991—1996) получил на режиссёрском факультете ГИТИСа (мастерская профессора Бориса Голубовского).
В 1997 году переезжает в Калугу, где с 1996 года работает режиссёром-постановщиком в Калужском драматическом театре. В 1997 году назначен главным режиссёром театра.
За свою недолгую творческую жизнь поставил более 45 спектаклей в театрах России и за рубежом. Являлся участником и лауреатом многих всероссийских и международных театральных фестивалей. Руководил курсом актёрского факультета РАТИ при Калужском государственном драматическом театре.
Скончался в ночь на 28 мая 2014 года в одной из московских клиник, после тяжёлой и продолжительной болезни.

## Театральные постановки
- 1994 — «Над пропастью во ржи» Сэлинджера (Театр-студия киноактёра)
- 1995 — «Холодный дом» Диккенса (Учебный театр ГИТИС)
- 1995 — «Дюймовочка» Б. В. Заходера (Тверской ТЮЗ)
- 2003 — «Блэз» («Французский блеф, или Дама под диваном») Клода Манье (Ивановский областной драматический театр)
- 2004 — «Восемь любящих женщин» Р. Тома (Владимирский областной драматический театр имени Луначарского)
- 2005 — «Безумный день, или Женитьба Фигаро» Бомарше (Приднестровский государственный театр драмы и комедии)
- 2006 — «Трёхгрошовая опера» Б. Брехта Ярославский театр драмы имени Фёдора Волкова)
- 2006 — «Кукушкины слёзы» А. К. Толстого (Саратовский театр драмы имени И. А. Слонова)[4].
- 2006 — «Ох, уж эта Анна!» М. Камолетти (Тульский государственный академический театр драмы имени М. Горького)[5].
- 2007 — «Безымянная звезда» М. Себастьян (Саратовский академический театр драмы имени Слонова)
- 2008 — «Лучшие дни нашей жизни» У. Сарояна (Саратовский академический театр драмы имени Слонова)
- 2009 — «Вечера на хуторе близ Диканьки» Н. В. Гоголя (Орловский государственный театр для детей и молодежи «Свободное пространство»)[6]
- 2010 — «Дон Кихот» Е. Л. Шварца (Владимирский областной драматический театр им. А. В. Луначарского).

### В Калужском драматическом театре
- 1995 — «Игроки» Н. В. Гоголя (спектакль отмечен премией Департамента культуры и искусства «Лучшая режиссёрская работа»;. Диплом фестиваля «Славянские театральные встречи в Брянске»)
- 1997 — «Дом, где разбиваются сердца» Дж. Б. Шоу
- 1997 — «Мечта морского волка» («По зелёным холмам океана») С. Г. Козлова
- 1998 — «Село Степанчиково» Ф. М. Достоевского (премия Департамента «Лучшая режиссёрская работа»)
- 1998 — «Виндзорские насмешницы» Шекспира (премия Департамента «Лучшая режиссёрская работа»; Диплом фестиваля «Славянские театральные встречи» в Брянске)
- 1999 — «Гости съезжались на дачу» А. С. Пушкина
- 1999 — «Зойкина квартира» М. А. Булгакова
- 2000 — «Горячее сердце» А. Н. Островского (премия Департамента «Лучшая режиссёрская работа»)
- 2000 — «Неаполь — город миллионеров» Э. Де Филиппо (премия Департамента «Лучшая режиссёрская работа»)
- 2001 — «Жестокие игры» А. Н. Арбузова
- 2001 — «Правда хорошо, а счастье лучше» А. Н. Островского
- 2001 — «Бременские музыканты» Л. Клеца, И. Кумицкого
- 2002 — «Три сестры» А. П. Чехова
- 2003 — «Лодка» (Народная драма)
- 2003 — «Золотой чай» С. Г. Козлова
- 2003 — «Если любишь, — найди» Татьяна Борисова, Александр Плетнёв
- 2004 — «Герой» Д. Синг
- 2004 — «Безумный день, или Женитьба Фигаро» Бомарше
- 2005 — «Лес» А. Н. Островского
- 2005 — «Завтра была война» Бориса Васильева
- 2006 — «Трёхгрошовый спектакль» по Б. Брехту
- 2006 — «Ревизор» Н. В. Гоголя
- 2007 — «Двенадцатая ночь, или Что угодно» Шекспира
- 2007 — «Волки и овцы» А. Н. Островского
- 2008 — «Цветок кактуса» Эйб Берроуз[англ.]
- 2009 — «Дом восходящего солнца» по произведениям Александра Вампилова, Гарика Сукачева и Ивана Охлобыстина
- 2009 — «Похождения Шипова» Б. Окуджавы[7]
- 2010 — «Плоды просвещения» Л. Н. Толстого
- 2013 — «Попытка полета» Йордана Радичкова

## Признание и награды
- Заслуженный деятель искусств Российской Федерации (30 ноября 2011) - за заслуги в области искусства[8]

## Статьи и публикации
- Плетнёв А. Б. Хочу столкнуть трех мушкетеров с замоскворецкой шпаной // kp40.ru : Портал. — Агентство «Комсомольская правда – Калуга, 2010. — 20 октября.
- Василий Зимин, Станислав Авдеев. Кукушкины слёзы // Культура Саратова : портал. — 2006. — 13 декабря.
- Задорожная Е. Французская интрига закручивается в тульском драмтеатре // ВГТРК Тула : портал. — Государственный интернет-канал «Россия», 2006. — 21 сентября.
- Вести. Орёл. В «Свободном пространстве» царит зимняя вьюга // ВГТРК Орёл : портал. — Орловское информбюро, 2009. — 8 июля.
- Андреев В. Ну что, брат Шипов… // Весть : газета. — 2009. — 17 декабря.
- Скончался главный режиссёр калужского драмтеатра Александр Плетнёв // kp40.ru : портал. — Агентство «Комсомольская правда – Калуга, 2014. — 28 мая.